# Pour le piano
Pour le piano (L.95), est une suite pour piano de Claude Debussy, composée de trois pièces conçues entre 1894 et 1896 et jusqu'à la publication, au début de l'année 1901. L'œuvre est créée le 11 janvier 1902, à la Salle Érard pour la Société nationale de musique, par Ricardo Viñes.

## Présentation
Bien que la partition autographe porte la mention « janvier-avril 1901 », la chronologie est plus ancienne. Debussy compose la Sarabande en premier, au début de l'hiver 1894. L'œuvre constitue la seconde des Images oubliées et est publiée seule, dans Le Grand Journal, supplément du numéro du 17 février 1896 et la version définitive ne présente que des retouches.
« Il semble que la Toccata ait été achevée dès 1896 » et comme le style du Prélude est proche, il est probablement contemporain. En 1901, Debussy se contente sans doute de parfaire son œuvre avant de la confier à Fromont, son éditeur.
La modestie du titre ne doit pas être prise à la légère : il a la valeur d'un programme, presque d'un manifeste pour l’instrument ; son importance et son effet sont plus grandioses et l'œuvre « une des plus significatives de Debussy ».
Avec cette suite, Debussy « se détourne définitivement du post-romantisme germanisant ou de la pesante esthétique franckiste, pour se rapprocher des grands maîtres du XVIIIe siècle (Bach, Domenico Scarlatti, et surtout François Couperin et Rameau), anticipant ainsi d'un quart de siècle sur l'évolution de la musique après 1918. L'influence de ces grands modèles se marque salutairement sur l'esprit plus que sur la forme ou le langage. » Les œuvres précédentes, comme les Deux arabesques (1889) ou la Rêverie (1890) sont souvent considérées comme des « œuvres de jeunesse ».
La composition pour piano précédente, la Suite bergamasque, est de 1890. Debussy y travaille jusqu'à sa publication en 1905. Avec Pour le piano, « L'air de famille est frappant », on peut mélanger aisément les deux œuvres. Pourtant, Pour le piano impose « quelque chose de plus robuste […] de plus libre dans le travail thématique, de plus subtil dans l'harmonie ».

## Structure et analyse
Cette suite est en trois parties :
1. Prélude
2. Sarabande
3. Toccata

Sa durée est d'environ 14 min.

### I.Prélude
Le prélude est puissant et vigoureux, avec des attaques presque brutales, annonçant la dernière Étude, Pour les accords. Il se présente à 
 en  la mineur, et noté assez animé et très rythmé. Deux thèmes se suivent, exposés dans les neuf premières mesures. Le premier est rythmique et véhément, martelé sur le ton, chromatique et s’étale sur les cinq premières mesures.
Le second thème est mélodique et immédiatement enchaîné. Il est chantant et se déroule sur une immense pédale de tonique (le la) jusqu'à la mesure 42, en crescendo, juste avant que ne revienne le premier thème, en accords .
Pendant ce temps là, la main droite accompagne en doubles-croches en main alternées, pratique que l'on retrouve dans le troisième mouvement. Le thème réapparaît en grands accords fortissimo aux deux mains, dans la clarté de l’ut majeur, entrecoupé de glissandos tout aussi lumineux. Debussy souhaitait les voir expédiés comme « d’Artagnan en train de dégainer ». Après un trait descendant dans les profondeurs du clavier, l'atmosphère revient à la pénombre et au mystère, baignée dans une pédale de la . Les deux thèmes, mutés en gamme par tons, se répondent. Le premier dans l'aigu ou martelé dans de puissants accords. Le second ondule. La coda est très originale et un passage incontestablement debussyste. Elle prend la forme du cadence en petites notes, récitatif puis traits brillants comme une harpe, enchaînant les allers et retours sur des gammes par tons ou modale. La conclusion fait sonner des accords solennels marqués chacun d'un .
La pièce est dédiée à une étudiante de Debussy, « Mademoiselle Worms de Romilly », qui note que ce mouvement « évoque de façon éloquente les gongs et la musique de Java ».

### II.Sarabande
La sarabande date de l'hiver 1894. Elle est à 
, en ut  mineur et notée avec une élégance grave et lente. Elle sonne noblement et constitue le sommet expressif de l'œuvre, qui « réalise le tour de force de créer une couleur archaïque avec des éléments harmoniques d'un modernisme aigu ».
Avant l'heure, Debussy réalise un « Hommage à Rameau » dans son parfum de « vieux portrait », mêlé de douceur mélancolique. « La pièce enchaîne à plaisir les septièmes majeures et mineures et les neuvièmes de dominante », comme le font Satie, Chabrier et Chausson. Au centre, d'une harmonie encore plus nouvelle, on trouve des successions d'accords de quarte, utilisés par les musiciens des années 1900–1910 pour saper définitivement la tonalité. Pourtant, cette harmonie si neuve est paradoxalement propre à évoquer le passé ; et l'usage et « la saveur des modes anciens contribue beaucoup à cet art d’illusionniste ». Le premier thème :
Cette Sarabande appartenait à l'origine à la série des Images oubliées (1894). Les deux états de l'œuvre sont dédiés à Yvonne Lerolle, entre-temps devenu Mme Rouart. Debussy lui avait offert la partition avec un éventail japonais.
Ce mouvement est orchestré par Maurice Ravel en 1903.

### III.Toccata
La toccata est une page triomphale et flamboyante. Elle est à 
 en ut  mineur et notée Vif. « C'est l'un des sommets de la virtuosité debussiste », constitué d'un mouvement perpétuel en doubles-croches, alterné aux deux mains. La joie dionysiaque qui y sonne est annonciatrice de L'Isle joyeuse (1904).
C'est ici que surgissent les ombres de Couperin et Scarlatti qui semblent parrainer cette éblouissante virtuosité, au rythme ferme et incisif, chose rare vers 1900. Le thème initial en quarte semble emprunter aux dernières mesures de la Sarabande. Le second motif (Motif B) s'élève graduellement jusqu'à un chant passionné, brusquement interrompu à son sommet, avec le retour du premier motif (mesure 62).
Marguerite Long considère comme une erreur l'annotation finale, Le double plus lent, sur les accords  des huit dernières mesures. Ceci est d'autant plausible que le changement des valeurs en noires et en blanches élargissent naturellement le passage.
Émile Vuillermoz ne pouvait entendre l'œuvre sans penser à chaque fois : « Debussy, que six jurys successifs avaient refusé de considérer comme un bon pianiste » et voilà que « ce magicien, à qui l'enseignement officiel a refusé […] un prix d'harmonie », devient « un bienfaiteur du clavier dont il sut enrichir magnifiquement le vocabulaire et multiplier les possibilités techniques ».
Elle est dédiée à Nicolas Coronio, un autre étudiant de Debussy.

## Réception
Dès sa création l'œuvre reçoit un vif succès et la Toccata est bissée.

## Discographie
- Werner Haas (1951, Philips)
- Walter Gieseking (17 août 1953, EMI)
- Albert Ferber (juin 1955, EMI)
- Philippe Entremont (11/12 juillet 1963, Columbia)
- Samson François (1968, EMI)
- Monique Haas (décembre 1970, Erato)
- Michel Béroff (1970, EMI)
- Théodore Paraskivesco (1979, Calliope)
- Emil Gilels (25 septembre 1989, Erminage/Aura 163-2)
- Aldo Ciccolini (1992, EMI)
- Philippe Cassard (1993, Decca)
- Boris Berman (1994, Chandos CHAN 9294)
- Paul Crossley (1994, Sony)
- Jean-Claude Pennetier (janvier 1995, Lyrinx)
- Alain Planès (2000, Harmonia Mundi)
- Jean-Efflam Bavouzet (juillet 2007, Chandos CHAN 10443)
- Christopher Devine (mai 2010, Piano Classics)
- Angela Hewitt (décembre 2011, Hyperion CDA67898)